# Гай Кальвізій Сабін (консул 26 року)
Гай Кальвізій Сабін (лат. Gaius Calvisius Sabinus, 8 до н. е. — 39 н. е.) — політичний діяч ранньої Римської імперії, консул 26 року.

## Життєпис
Походив з роду нобілів Кальвізіїв. Син Гая Кальвізія Сабіна, консула 4 року до н. е. Про його молоді роки збереглося мало відомостей. У 26 році обрано консулом разом з Гнеєм Корнелієм Лентулом Гетуліком.
У 32 році Сабін разом з іншими знатними сенаторами був звинувачений в образі величі римського народу, але один з донощиків — трибун міської варти Цельс — зняв з нього звинувачення.
При імператорі Калігулі Гай Кальвізій у 39 році був призначений легатом Паннонії і вирушив туди у супроводі дружини Корнелії. Побажавши дізнатися устрій військового табору, вона пробралася туди в одязі солдата, вивідала у легіонерів потрібну інформацію, а потім вступила в інтимний зв'язок з Титом Вініем на головній площі табору. Після повернення Сабіна і Корнелії до Рим в цьому ж році проти них було порушено судову справу. Зрештою обидва наклали на себе руки, не чекаючи вироку.

## Родина
Дружина — Корнелія, донька Косса Корнелія Лентула, консула 1 року до н.е.
Дітей не було